# Trox nanniscus
Trox nanniscus is een keversoort uit de familie beenderknagers (Trogidae). De wetenschappelijke naam van de soort is voor het eerst geldig gepubliceerd in 1901 door Péringuey.